# Tractat de pau lituano-soviètic de 1920

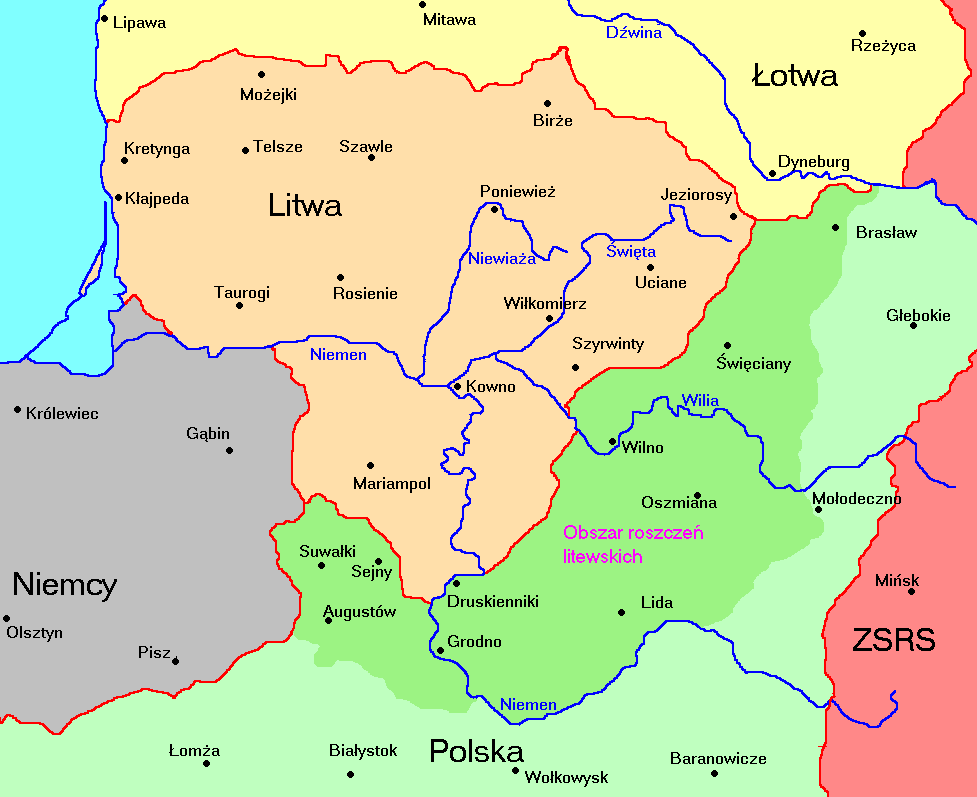
Lituània i les seves reivindicacions territorials a Polònia

El Tractat de pau lituano-soviètic de 1920 també conegut com a Tractat de Pau de Moscou fou un tractat signat entre Lituània i la República Socialista Federativa Soviètica de Rússia el 12 de juliol del 1920. A canvi de la neutralitat de Lituània i de permetre desplaçar les seves sobre el territori, la Rússia soviètica, aleshores en guerra amb Polònia. El tractat determina igualment les fronteres orientals de Lituània. El 1920, durant la guerra lituanopolonesa, quan Polònia reivindicà la regió de Vílnius, Lituània afirmà que el tractat reconeixia oficialment la sobirania de Lituània i determinava així les seves fronteres.
Els documents de ratificació van ser intercanviats a Moscou el 14 d'octubre de 1920. El tractat va ser inscrit a la League of Nations Treaty Series el 8 de març de 1921.